# Hamburger Mary's
 (avril 2020).
Si vous disposez d'ouvrages ou d'articles de référence ou si vous connaissez des sites web de qualité traitant du thème abordé ici, merci de compléter l'article en donnant les références utiles à sa vérifiabilité et en les liant à la section « Notes et références ».

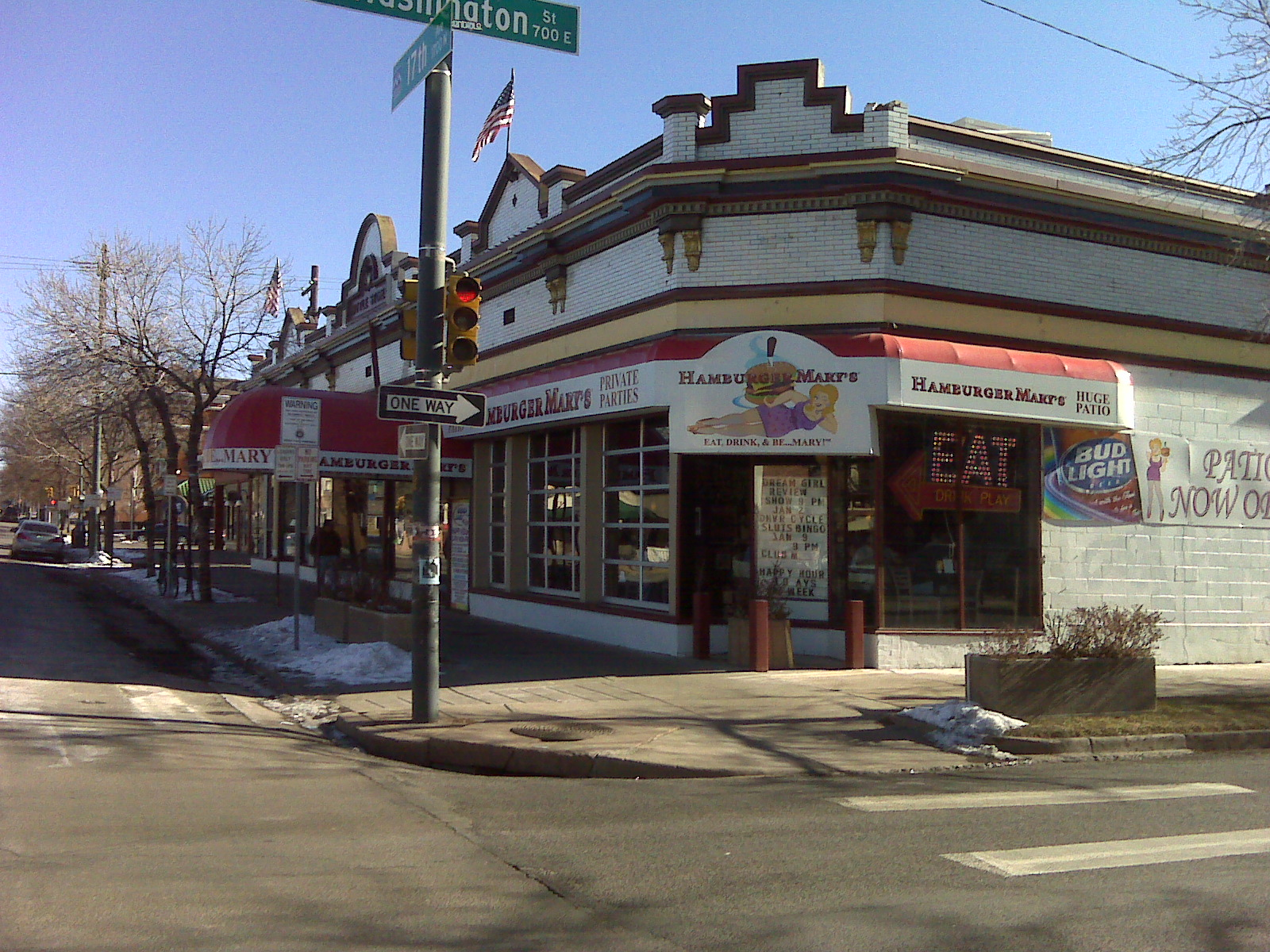
Hamburger Mary's à Denver dans le Colorado en 2009.

Hamburger Mary's Bar & Grille est une chaîne de restaurants au thème gay et soutenant la communauté LGBTQ+ qui a été fondée à San Francisco en Californie en 1972. Les restaurants sont souvent localisés dans des quartiers gay (gayborhoods) et ont pour objectif de représenter les stéréotypes de la culture gay, notamment avec des noms de menus humoristiques, un décor flamboyant et pour beaucoup d'établissements, des spectacles de drag pendant le week-end. "Mary" vient du slang "Mary" faisant référence aux hommes homosexuels. Ce terme est utilisé depuis le début des années 1900.
Il y a 18 Hamburger Mary's aux États-Unis, un à Berlin en Allemagne (mais qui depuis a fermé). Le Hamburger Mary's de Portland dans l'Oregon a fermé en avril 2013 à la suite de tensions avec le propriétaire. Celui de Denver au Colorado a relocalisé à 1336 E 17th Ave. Les bureaux principaux se trouvent à Chicago et dans le West Hollywood.
Les Hamburger Mary's des États-Unis se situent en Californie (Long Beach, Ontario, West Hollywood, San Francisco), au Colorado (Denver), en Floride (Clearwater, Daytona, Jacksonville, Orlando), dans l'Illinois (deux établissements à Chicago, Oak Park), dans le Missouri (Kansas City and St. Louis), au Nevada (Las Vegas), au Texas (Houston), au Wisconsin (Milwaukee) et dans l'Ohio (Toledo) qui est en construction.